# پنگوئن بلوم
پنگوئن بلوم (به انگلیسی: Penguin Bloom) یک فیلم درام و خانوادگی محصول سال ۲۰۲۰ به کارگردانی گلندین ایوین، از فیلمنامه‌ای توسط شان گرانت و هری کریپس است و براساس کتابی به همین نام توسط کامرون بلوم و بردلی ترور گریو ساخته شده‌است. بازیگران اصلی فیلم نائومی واتس، اندرو لینکلن، ریچل هاوس و جکی ویور می‌باشند.
این فیلم توسط شرکتِ Roadshow Films در ۲۱ ژانویه ۲۰۲۱ در انگلیسو از طریقِ  نتفلیکس، در ۲۷ ژانویه ۲۰۲۱ به صورت دیجیتالی در ایالات متحده به نمایش درآمد.  
ترجمۀ فارسی نام فیلم Penguin Bloom به صورتِ (شکوفایی پنگوئن) درست نیست. پنگوئن یک نام و بلوم یک نام خانوادگی است و ترجمۀ آن ضرورتی ندارد. 

## داستان
خانوادۀ آقایِ بلوم (Bloom) که بخاطر فلج شدنِ همسرش دچار بحران شده‌اند، امید و آرامش را در جوجه زاغی مجروحی پیدا می‌کنند که نامش را پنگوئن گذاشته‌اند.

## تولید
حقوق این کتاب در دسامبر ۲۰۱۶ به دست آمد. در ژوئن ۲۰۱۷، شان گرانت برای نوشتن فیلمنامه استخدام شد. قرار بود تا فوریه ۲۰۱۹، گلندین ایوین کارگردانی کند و در ماه ژوئیه اندرو لینکلن، جکی ویور و راشل هاوس به جمع بازیگران اضافه شدند.
فیلمبرداری از اوایل اوت ۲۰۱۹ در استرالیا آغاز شد.

## انتشار فیلم
پنگوئن بلوم اولین نمایش جهانی خود را در جشنواره بین‌المللی فیلم تورنتو در ۱۲ سپتامبر ۲۰۲۰ انجام داد.
این فیلم قرار است در ۲۱ ژانویه ۲۰۲۱ توسط Roadshow Films در استرالیا به صورت اکران سینمایی منتشر شود، در حالی که نتفلیکس این فیلم را در ۲۷ ژانویه ۲۰۲۱ در آمریکای شمالی، انگلستان، فرانسه و کشورهای آسیایی انتخاب پخش می‌کند.